# Nauruit
Nauruit ist die historische Bezeichnung für ein fluorhaltiges Phosphorit, das ausschließlich auf der namensgebenden  pazifischen Insel Nauru vorkam.
Nauruit fand sich in Form von dünnen, harten und spröden Rinden auf dem Dolomit der Korallen, aber auch auf gewöhnlichem Phosphat; manchmal war er auch ein Bindemittel zwischen den Phosphatkörnern. Die chemische Zusammensetzung ist gleich wie bei anderen Phosphaten, jedoch mit 1,9 Prozent Fluorgehalt.
Siehe auch: Geschichte Naurus